# Giro dell'Emilia 1937
Il Giro dell'Emilia 1937, ventiquattresima edizione della corsa, si svolse il 27 giugno 1937 su un percorso di 288,5 km con partenza e arrivo a Bologna. Fu vinto dall'italiano Cesare Del Cancia, che completò il percorso in 9h07'00" precedendo i connazionali Adriano Vignoli e Giovanni Gotti. Completarono la prova 13 dei 24 ciclisti al via.

## Percorso
La partenza fu a Bologna, sede della società organizzatrice Velo Sport Reno; le principali asperità del percorso, duro e lungo 288,5 km, erano le tre salite di Monfestino, Sestola e Masera. L'arrivo era posto al Velodromo di via Pasubio a Bologna.

## Ordine d'arrivo
| Pos. | Corridore            | Squadra        | Tempo    |
| ---- | -------------------- | -------------- | -------- |
| 1    | Cesare Del Cancia    | Ganna          | 9h07'00" |
| 2    | Adriano Vignoli      | Maino          | s.t.     |
| 3    | Giovanni Gotti       | U.C. Bergam.   | s.t.     |
| 4    | Renato Scorticati    | S.S. Parioli   | a 3'50"  |
| 5    | Ascanio Arcangeli    | S.S. Parioli   | s.t.     |
| 6    | Attilio Masarati     | -              | s.t.     |
| 7    | Ezio Cecchi          | Gloria         | s.t.     |
| 8    | Walter Fantini       | A.C. Ferrarese | a 8'10"  |
| 9    | Elio Bavutti         | Fréjus         | a 12'35" |
| 10   | Fausto Montesi       | A.S. Jesi      | a 20'15" |
| 11   | Alessandro Lucchetti | Dop. MATER     | s.t.     |
| 12   | Umberto Guarducci    | S.S. Rieti     | s.t.     |
| 13   | Aurelio Sterlin      | -              | s.t.     |